# Bedřich Diviš Weber
Pour les articles homonymes, voir Weber.
Bedřich Diviš Weber, aussi connu par son nom germanisé Friedrich Dionys (ou Dionysius) Weber (né à Welchau le 9 octobre 1766 et mort à Prague le 25 décembre 1842) est un compositeur, un pédagogue et un musicologue bohémien. On se souvient de lui comme le premier directeur du Conservatoire de Prague (qui a ouvert ses portes le 24 avril 1811), pour la création duquel il a joué un rôle essentiel.

## Biographie
Weber a fait des études de philosophie et de droit à Prague avant de se consacrer définitivement à la musique, qu'il a étudiée avec l'Abbé Vogler comme professeur. Il a été un ardent défenseur de la musique de Mozart qu'il a connu à Prague, et ses propres compositions dénotent clairement cette influence. Il appréciait peu les œuvres de Beethoven et de Carl Maria von Weber (aucune lien familial entre eux), et au contraire était très enthousiasmé par les compositions de Richard Wagner. En 1832, il a dirigé la première exécution (sous forme de répétition) de la Symphonie en ut majeur de Richard Wagner, par les étudiants du Conservatoire de Prague.
Comme Directeur à la fois du Conservatoire et de l'École d'orgue de Prague, il a pu contrôler l'éducation musicale supérieure de la région et a été alors sans doute le personnage le plus influent dans la musique de Prague à cette époque. Il a également écrit plusieurs traités de théorie de la musique considérés comme importants par ses contemporains. 
En dépit de son tempérament conservateur, il a cherché à explorer les possibilités des nouveaux instruments, comme ses Variationen für das neu erfundene Klappenhorn (instrument de la famille des cuivres). Il était un compositeur talentueux pour les cuivres et s'est intéressé à leur développement; il est lui-même responsable d'un prototype de cor d'harmonie chromatique
Son œuvre la plus connue qui subsiste est probablement la cantate Bohmens Erretung. Il a aussi composé un opéra, König der Genien, en 1800, et ses Variations for Trumpet and Orchestra exposent ses recherches pour les cuivres munis de pistons.
En 1823-24, il a été un des 50 compositeurs qui ont composé une variation sur une valse d'Anton Diabelli pour le Vaterländischer Künstlerverein.